# Батальоны Национального собрания Мальты
Батальоны Национального собрания Мальты (англ. National Congress Battalions, итал. Battaglioni del Congresso Nazionale, мальт. Battaljuni tal-Kungress Nazzjonali), также известные как Кампанийские войска (итал. Truppe di Campagna) — иррегулярные воинские части, действовавшие на Мальте с сентября 1798 по сентябрь 1800 годов и воевавшие против регулярных французских войск, оккупировавших остров. Батальоны были известны также как «Мальтийская армия» и «Мальтийские повстанцы».

## История
С 1530 года Мальтой правил орден рыцарей-госпитальеров (орден Святого Иоанна). В июне 1798 года французы захватили Мальту без боя во время Египетского похода Наполеона. 2 сентября 1798 года, когда французские солдаты растаскивали имущество церкви в Рабате, группа мальтийцев открыла огонь по мародёрам. Французы отступили в укреплённый город Мдина, однако 3 сентября мальтийцы пробрали в город черед ворота для вылазок и заставили французов сдаться. Большая часть городов и деревень была захвачена мятежниками за считанные дни, однако Валлетта, Великая гавань, Гоцо и другие укреплённые позиции были ещё в руках французов.
4 сентября было создано Национальное собрание Мальты, которое должно было собрать вооружённые силы для блокады оставшихся на острове французских войск. Эти силы получили название «Кампанийских войск» или «Батальонов Национального собрания». Они представляли собой батальоны, укомплектованные деревенским ополчением: их предшественниками было собранное Мальтийским орденом ополчение, которое оказывало сопротивление французским оккупантам. «Верховным главнокомандующим» был назначен Эммануэле Витале, командовавший походом на Мдину. Первые батальоны были собраны в городах Биркиркара и Зеббудж, их командирами стали Винченцо Бордж и Франческо Саверио Каруана соответственно, которые вместе с Витале стали и лидерами всех восстания
Своим сюзереном мальтийцы признавали Фердинанда I, короля Обеих Сицилий, а за помощью они обращались и к адмиралу Горацио Нельсону. Во время осады Валлетты помощь мальтийцам поступала из Британии, Неаполя и Португалии. В 1799 году своих представителей отправил и российский император Павел I, который тогда занимал должность Великого магистра Мальтийского ордена, пообещав поддержку и защиту восставшим.
Во время осады мальтийцы предприняли ряд успешных штурмовых действий: ими были захвачены Башня Святого Фомы и Башня Святого Юлиана. Крупные оборонительные сооружения в виде крепостных стен Валлетты, линии Коттонера, Форт-Маноэль и Форт-Тинье остались в руках французов, но и отбить уже потерянные позиции французы не могли. Во время осады мальтийцы возвели большое количество лагерей, создали множество батарей, редутов и окопов, окружив гавань. Самым важными укреплениями восставших были батареи Коррадино, Гаргарская батарея, батарея Тал-Бордж и батарея Тас-Самра.
Пиковая численность армии достигла 10 тысяч человек, из которых всего 2505 прошли выучку. 4 сентября 1800 года после долгой осады французы капитулировали перед британским войском, а 11 сентября гражданский комиссар Александр Болл распустил ополчение. В 1800—1801 годах командиры и отличившиеся бойцы были награждены золотыми и серебряными медалями, которые высоко ценятся и в настоящее время.

## Структура
В состав армии входили 9 батальонов:
- Биркиркарский батальон
- Ашакский батальон
- Киркопский батальон
- Батальон Мкабба[англ.]
- Кормийский батальон
- Заббарский батальон
- Зеббуджский батальон
- Зейтунский батальон
- Зуррикский батальон

Батальоны делились на роты и взводы, в наиболее крупных батальонах были артиллерийские и инженерные части, а также оркестры. Существовала также рота гренадёров (Granatieri), которая несла караул в Каза-Леони, Санта-Венера. Большая часть солдат не носила униформы, кроме Биркиркарского батальона, у которого были хлопковые одежды, а также штаба, гренадёров и нескольких артиллерийских подразделений.

## Вооружение
Изначально на вооружении повстанцев были только охотничьи ружья, трофейные мушкеты (захвачены в нескольких оружейных), несколько мечей, пистолетов и самодельных пик. С 19 по 24 сентября 1798 года португальский и британский флота доставили восставшим большое количество мушкетов, запасы пороха и пуль. Также у мальтийцев были артиллерийские орудия, вывезенные из береговых укреплений (Башня Святой Марии и батарея Мистра). С их помощью удалось взять под обстрел всю зону гавани.